# 5 км (роз'їзд, Одеська залізниця)
5 кілометр — роз'їзд Знам'янського залізничного вузла Долинського напрямку Знам'янської дирекції Одеської залізниці.
Розташований біля смт Знам'янка Друга Знам'янського району Кіровоградської області на лінії Знам'янка — Долинська між станціями Знам'янка (5 км) та Сахарна (6 км).
Слугує для пропуску вантажних та пасажирських поїздів (лінія Знам'янка — Долинська одноколійна).